# Качка чорноголова
Качка чорноголова (Heteronetta atricapilla) — вид водних птахів родини качкових (Anatidae). Поширений в Південній Америці.

## Поширення
Цей птах гніздиться в центральній частині Чилі (від Сантьяго до Вальдівії), на заході Парагваю (Бокерон і Президенте-Геєс) і на півночі Аргентини (на південь до Буенос-Айреса). Південні популяції мігрують взимку на північ до Болівії, південної Бразилії та Уругваю; північні гніздові популяції переважно осілі.

## Опис
Тіло завдовжки 35–40 см, а маса тіла — 434—630 г. Тіло чітко витягнуте, крила і хвіст короткі. Спостерігається статевий диморфізм. Спільним забарвленням обох статей є темно-коричневі крила і кермові, а також сірий дзьоб, хоча у самця він має малиновий кінчик. Голова і шия суцільночорні. У самиці є світло-коричневі брови, частина грудей, передня частина шиї та горло. Нижня сторона тіла у самця коричнево-біла, а у самиці біла з ніжними коричневими смугами. У обох статей ноги коричневі. Молодь схожа на самиць і не має рожевої плями.

## Спосіб життя
Качка харчується водними рослинами і комахами. Качка чорноголова відкладає яйця в гнізда інших птахів, особливо в гнізда черні аргентинської, а також інших качок, лисок, а іноді навіть мартинів і хижих птахів. На відміну від деяких зозуль, ні дорослі особини, ні пташенята не знищують яєць і не вбивають пташенят господаря. Після 21 дня інкубації каченята вилітають з гнізда через кілька годин і стають повністю самостійними, покидають гніздо та піклуються про себе.